# Siège de Maastricht (1748)
Pour les articles homonymes, voir Siège de Maastricht.
Guerre de Succession d'Autriche
Le siège de Maastricht est un siège qui a lieu en avril-mai 1748 pendant la guerre de Succession d'Autriche. Une armée française placée sous le commandement du maréchal de Saxe assiège et capture la forteresse batave de Maastricht au cours des derniers mois de sa campagne aux Pays-Bas. Après un siège relativement long, la garnison de Maastricht capitule et sort de la ville avec les honneurs de guerre. Maastricht est rendue en même temps que les conquêtes françaises en Pays-Bas autrichiens conformément au Traité d'Aix-la-Chapelle signé en 1748.

## Le contexte général en 1747 - 1748
La guerre de Succession d’Autriche, commencée en 1740, est dans sa dernière phase. Des ouvertures de paix ont été transmises à Louis XV par Kaunitz, au nom de l’Autriche, dès la chute de Berg-op-Zoom à la fin de 1747.
Les Hollandais redoutent une invasion de leur pays, les Anglais ne veulent plus continuer à financer une guerre coûteuse et perdue, et l’arrivée d’un corps de secours russe que l’impératrice Elisabeth s’apprête à envoyer à Marie-Thérèse d’Autriche inquiète autant les alliés que les Français.
Néanmoins, les premières ouvertures de paix ne sont suivies d’aucun accord. À Versailles, on décide au printemps 1748 de dénouer ce nœud diplomatique par une ultime effort militaire : le siège de la grande place hollandaise de Maastricht.

## Le déroulement du siège (15 avril - 7 mai 1748)
Le préparatifs, faits sous le commandement de Maurice de Saxe et exécutés par Lowendal sont conduits dans le plus grand secret. Néanmoins, au début avril 1748, c’est une énorme armée qui se trouve rassemblée autour du camp de Tongres et dans la vallée de la Meuse. Le 11 avril, le comte de Saxe reçoit l’avis de la remise des routes et des passeports aux négociateurs d’Aix-la-Chapelle. 
Le siège est cependant engagé, et il ne s’agit pas d’un simulacre. Entre la guerre et la paix, les derniers avantages acquis sur le terrain comptent toujours. La prise de la ville serait un atout maître sur le tapis des négociations pour les diplomates de Louis XV, ce que ses adversaires savent aussi parfaitement. 
La tranchée est ouverte dans la nuit du 15 au 16 avril, un parallèle sur chaque rive de la Meuse. Dans la nuit du 17 au 18, le baron d’Ayla (nl), qui commande la place, ordonne une sortie, qui échoue. Le 20 avril, la canonnade commence, extrêmement violente. À partir du 22 avril cependant, les opérations du siège semblent ralentir : une pluie neigeuse, la boue et le froid, le gonflement subit des eaux de la Meuse qui emporte les ponts les rendent difficiles, et les assiégés ne semblent pas perdre courage. 
De nouvelles sorties sont tentées dans la nuit du 24 et 25 avril, puis le 27 et 28 avril. Onze canons français sont encloués (neutralisés). Le 29 avril, Maurice de Saxe juge venu le moment d’en finir et de lancer l’attaque générale. Maastricht doit être enlevée au canon et à l’escalade des remparts, ce qui signifie qu’elle va subir le même sort que Berg-op-Zoom l’année précédente : le pillage et l’anéantissent de sa garnison. 
L’assaut, cependant, n’aura pas lieu. Le même jour, l’accord s’est fait sur les préliminaires de paix. Aussitôt, lord Sackville, aide de camp du duc de Cumberland, porte au maréchal-général une proposition de reddition sans combat, « pour épargner le sang ». Maurice de Saxe accepte, Ayla signe la capitulation le 7 mai, après avoir consulté Guillaume d’Orange, le stathouder. La garnison sort le 10 mai, avec les honneurs. L’armistice, signé le 11 mai, achève les opérations militaires de la guerre de Succession d’Autriche.

## Galerie historique

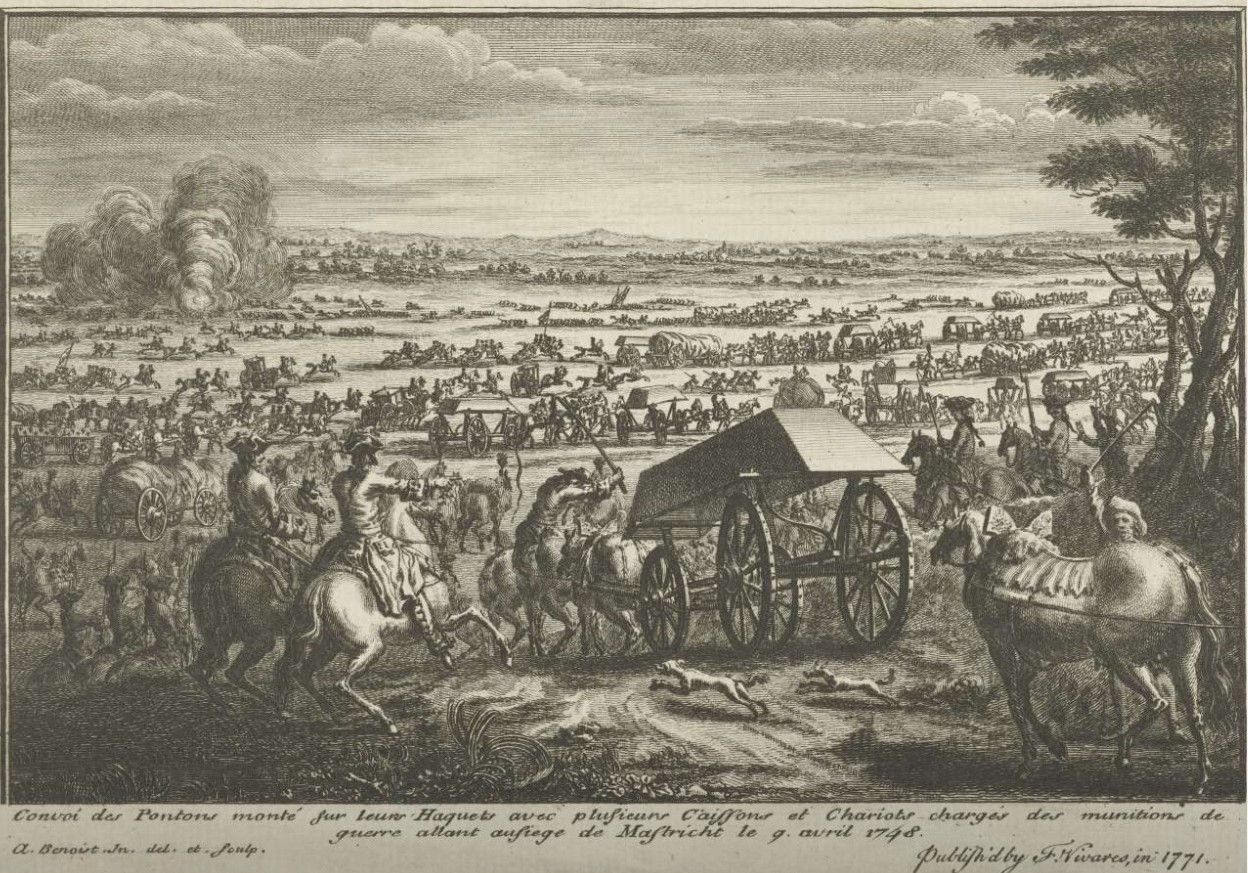
Convoi français de pontons montés et de munitions en vue du siège de la ville.
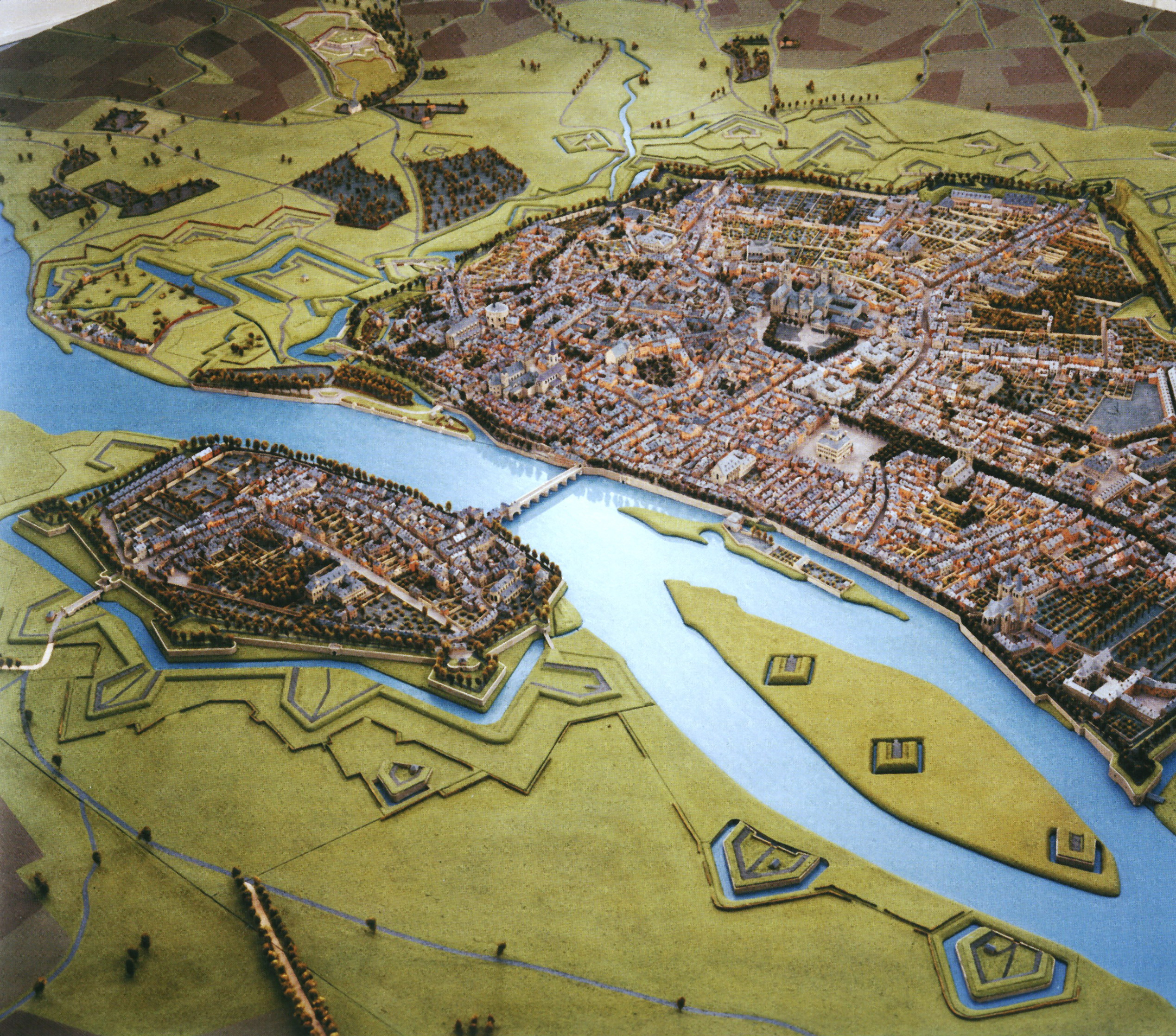
Plan maquette représentant Maastricht sur la Meuse au milieu du XVIIIe siècle.
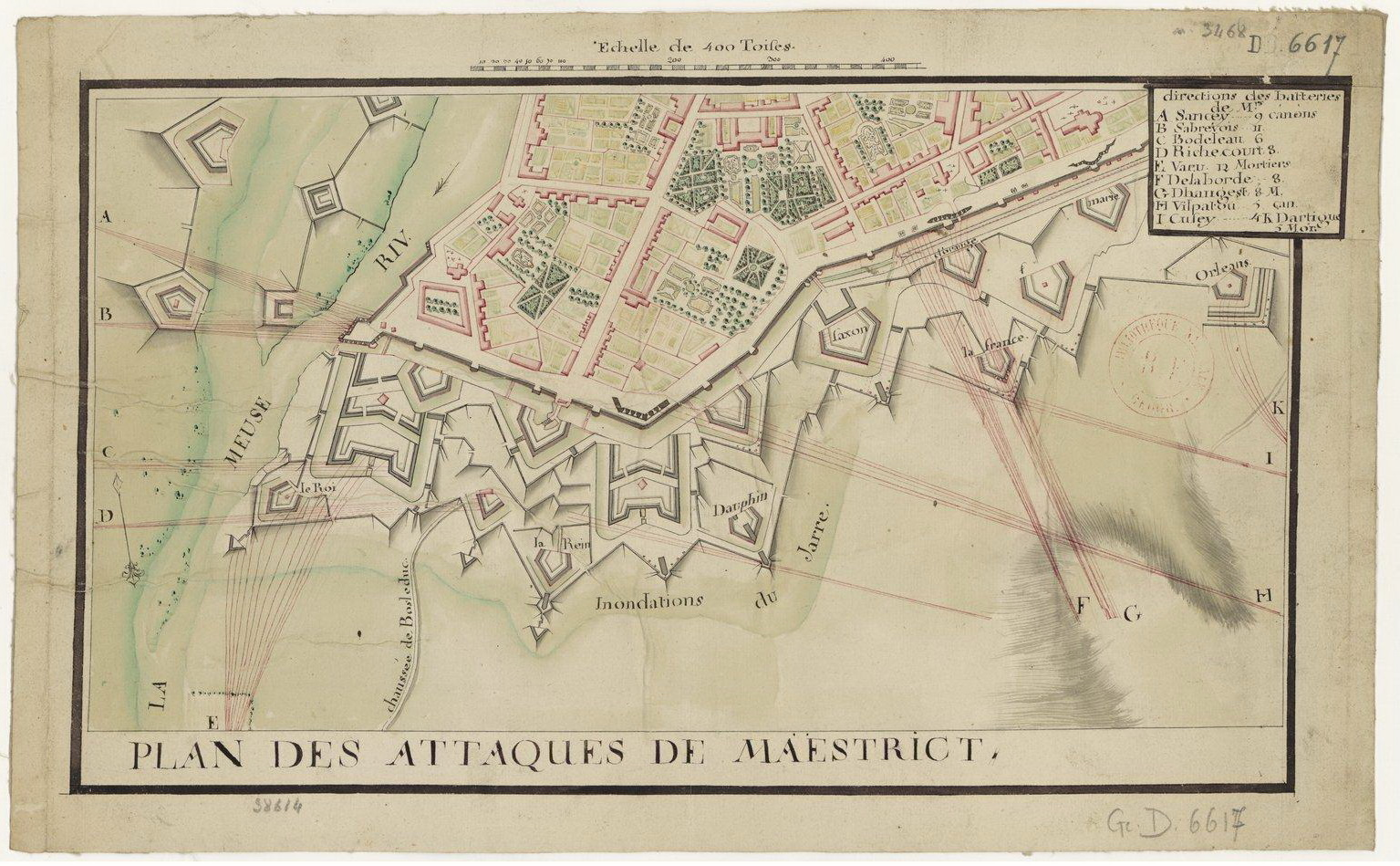
Plan d’époque sur les attaques françaises lors du siège se déroulant d’avril à mai 1748.
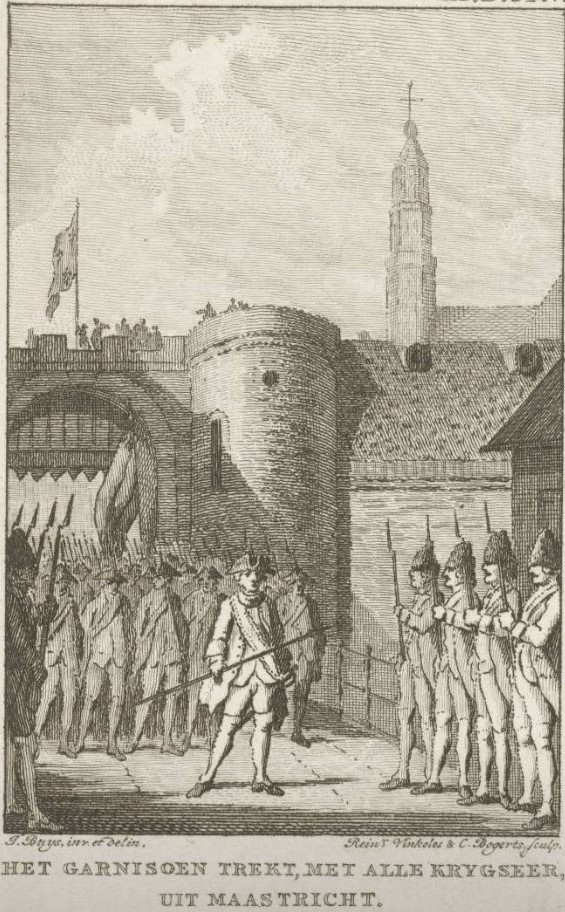
La garnison hollandaise évacuant la ville avec les honneurs de la guerre après la capitulation du 7 mai.

## Les suites du siège
Louis XV a fait savoir qu’il veut « traiter non en marchand, mais en roi ». Le traité de paix rend Maastricht (et Berg-op-Zoom) aux Hollandais, et tous les Pays-Bas, conquis de haute lutte entre 1745 et 1747, aux Autrichiens. 
Une générosité qui s’explique par le naturel pacifique du roi (fruit de son éducation) et par l’idée que le royaume de France a atteint ses « limites naturelles ». Ces restitutions que les Français ne comprennent pas vont contribuer à faire naître dans l’opinion publique l’expression « bête comme la paix » et commencer à entamer la popularité de Louis XV.